# Поколение Колумбов
Поколение Колумбов (пол. Pokolenie kolumbów, также известное как поколение «времени бурь», пол. pokolenie «czasu burz») — название поколения польских писателей, родившихся в начале 1920-х годов и взросление которых пришлось на годы Второй мировой войны. Война в значительной степени сформировала их сознание и идентичность. Многие из них погибли во время немецкой оккупации Польши и Варшавского восстания 1944 года.
Молодые люди из «поколения Колумбов» принимали активное участие в сопротивлении немецким оккупантам в течение оккупации и Варшавского восстания. Наименование «поколение Колумбов» происходит от названия книги Романа Братного «Колумбы. Год двадцатый» (пол. Kolumbowie. Rocznik 20). Характерные темы и мотивы творчества представителей этого поколения — катастрофизм, кризис ценностей, место человека в мире, наполненном жестокостью и бедствиями.

## Представители «поколения Колумбов»
- Кшиштоф Камиль Бачиньский
- Владислав Бартошевский
- Мирон Бялошевский
- Тереза Богуславская
- Вацлав Боярский
- Тадеуш Боровский
- Роман Братный
- Ольгерд Будревич
- Тадеуш Конвицкий
- Ежи Фицовский
- Тадеуш Гайцы
- Густав Херлинг-Грудзинский
- Витольд Залевский
- Кристина Крахельская
- Станислав Лем
- Войцех Менцель
- Влодзимеж Петшак
- Ян Ромоцкий
- Тадеуш Ружевич
- Станислав Сташевский
- Здислав Строиньский
- Анджей Тшебинский
- Збигнев Херберт
- Анджей Щипёрский
- Вислава Шимборская
- Юзеф Щепаньский